# Phylloxeridae
Le fillossere  (Phylloxeridae) sono insetti della superfamiglia degli Aphidoidea (ordine Rhynchota, Homoptera Sternorrhyncha). Si tratta di insetti esclusivamente fitomizi che rientrano nel raggruppamento degli afidi sensu lato. Spesso, con il nome di fillossera, si fa riferimento alla specie più famosa, la Fillossera della vite (Daktulosphaira vitifoliae), ma la denominazione generica comprende l'intera famiglia.

## Affinità con gli altri Afidi
Pur essendo affini agli afidi propriamente detti (Aphididae), le fillossere differiscono fondamentalmente per alcuni caratteri morfologici e fisiologici, che le contraddistinguono, insieme agli Adelgidae, dalla più vasta famiglia degli Aphididae. I caratteri differenziali più marcati sono i seguenti:
- Fillossere e Adelgidi sono ovipari in tutte le fasi riproduttive, mentre gli Afididi lo sono solo in corrispondenza della riproduzione sessuale.
- Fillossere e Adelgidi non producono melata, per ragioni fisiologiche o anatomiche. Di conseguenza non instaurano rapporti di simbiosi con le Formiche.
- Fillossere e Adelgidi sono privi di sifoni.
- Fillossere e degli Adelgidi sono generalmente produttori di galle, mentre questo comportamento si riscontra negli Afididi solo in alcune famiglie.

## Descrizione
In generale, i fillosseridi sono afidi di piccole dimensioni, con il corpo tozzo e affusolato posteriormente, atteri o alati, con un notevole polimorfismo intraspecifico; alcune specie presentano fino a 20 forme diverse.
Il capo e il torace sono sviluppati quanto l'addome, perciò questi insetti presentano alla vista dorsale una forma ellittico-oblunga, in genere con la maggiore larghezza in corrispondenza del mesotorace.
Le antenne sono composte da 3-4 articoli e sono provviste di rhinari in corrispondenza dell'ultimo articolo (forme attere) o degli ultimi due (forme alate).
L'apparato boccale è di tipo pungente-succhiante involuto, per l'assenza del rostro e non funzionante negli anfigonici.
Le ali sono interamente membranose e, a differenza degli Afididi, sono ripiegate orizzontalmente sull'addome.
Altre differenze riguardano lo sviluppo delle nervature, che nelle fillossere è più semplificata. Nell'ala anteriore compare la nervatura longitudinale, parallela al margine costale, e da essa si diramano posteriormente tre soli rami: quello anteriore è interpretato come media (M), i due posteriori come rami della cubito (C1 e C2). A differenza degli Afididi, nei quali i due rami della cubito sono nettamente distinti, nelle fillossere sono fusi alla base in un ramo comune. Le ali posteriori sono provviste della sola nervatura longitudinale, senza diramazioni posteriori.
L'addome è relativamente meno sviluppato; mancano l'ano e i sifoni e la parte terminale dell'apparato digerente è involuta.

## Biologia
I fillosseridi sono esclusivamente ovipari, perciò depongono uova anche in occorrenza della riproduzione partenogenetica. Il ciclo è in genere monoico e si svolge sempre su una pianta arborea; a differenza degli Adelgidi, associati esclusivamente alle Conifere, le fillossere sono associate esclusivamente a latifoglie.
La maggior parte delle specie è d'interesse forestale e il livello di dannosità è in genere modesto negli ecosistemi forestali equilibrati. Le specie d'interesse agrario sono poche e fra queste emergono la Fillossera del pero (Aphanostigma piri) e la tristemente nota Fillossera della vite (Daktulosphaira vitifoliae). In merito a quest'ultima specie, che nel XIX secolo si rese responsabile della quasi totale distruzione dei vigneti europei, va precisato che opportuni accorgimenti agronomici hanno drasticamente ridimensionato la sua importanza economica, al punto che oggi è considerata una delle avversità minori della vite.

## Distribuzione
La famiglia era originariamente rappresentata solo nell'emisfero boreale, ma alcune specie si sono nel tempo introdotte in altre regioni zoogeografiche.

## Sistematica
L'inquadramento sistematico della famiglia è controverso. Una vecchia classificazione includeva gli Adelgidi e le Fillossere nella sezione Aphidoidea Ovipara distinguendole dalla famiglia degli Aphididae (Aphidoidea Vivi-ovipara). Attualmente ricorrono due schemi differenti:
- Il primo contempla la sola superfamiglia degli Aphidoidea, comprendente le tre famiglie degli Adelgidae, dei Phylloxeridae e degli Aphididae sensu lato.
- Il secondo discerne Fillossere e Adelgidi dagli Afidi propriamente detti e contempla perciò due superfamiglie: la più vasta, Aphidoidea, comprende i soli Aphididae, mentre Adelgidae e Phylloxeridae sono inquadrati in una superfamiglia distinta, denominata, secondo gli Autori, Phylloxeroidea o Adelgoidea.

La famiglia, nel complesso, comprende 75 specie ripartite fra 10 generi. La suddivisione interna è tuttavia ancora incerta. Alcune fonti suddividono la famiglia in due sottofamiglie:
- Phylloxerininae, comprendente il solo genere Phylloxerina;
- Phylloxerinae, comprendente i generi Acanthochermes, Aphanostigma, Daktulosphaira, Foaiella, Moritziella, Parapergandea, Phylloxera, Troitzkya e Xerophylla.

Questa suddivisione trova tuttavia un limitato riscontro in letteratura.